# Campeonato Mundial de Pelota Vasca de 1990
El Campeonato del Mundo de Pelota Vasca de 1990 fue la 11.ª edición del Campeonato del Mundo de Pelota Vasca, organizado por la Federación Internacional de Pelota Vasca. El campeonato se celebró por primera vez en la historia en Santiago de Cuba (Cuba).

## Desarrollo
El torneo se celebró entre el 14 y el 23 de noviembre de 1990. Se contó con la participación de países como España, Argentina, México, Francia, Cuba, Chile, Venezuela, Bélgica, Estados Unidos y Uruguay, entre otros. El ganador final fue la selección de España, que obtenía así su cuarto título absoluto de los campeonatos.

## Especialidades
Se disputaron por primera vez 14 títulos mundiales en las diferentes especialidades, al introducirse dos categorías femeninas, conforme el siguiente desglose en el que se indica el ganador y medallistas de cada una de ellas:
Trinquete, seis títulos:
| Especialidad            | Oro                          | Plata                             | Bronce                              |
| Mano individual         | México Alfredo Zea           | Francia A. Aguerre                | España Julián Zufiaurre             |
| Mano parejas            | Francia Dermit - Aramburu    | México Saldaña - Pedro Santamaria | España Txoperena III - Txoperena IV |
| Paleta cuero            | Argentina Elortondo - Abadía | España Altadill I - Ubanell       | Francia Arenas - Bergerot           |
| Paleta goma (masculina) | Argentina R. Ross - E. Ross  | España Irizar - Pagoaga           | Francia Lissard - Lasalle           |
| Paleta goma (femenina)  | Francia                      | Argentina                         | Uruguay                             |
| Xare                    | Francia Lasarte - Olasagazti | España Iturbe - Larrea            | Argentina Bizzozero - Frigerio      |

Frontón 36 metros, cuatro títulos:
| Especialidad    | Oro                                 | Plata                                | Bronce                             |
| Mano individual | España Lasa II                      | Francia B. Muguida                   | México C. Núñez                    |
| Mano parejas    | España Patxi Eugi - F. Azcarate     | Francia J. Hirigoyen - D. Mutuberria | México F. Vera - L. Izquierdo      |
| Paleta cuero    | España Oscar Insausti - J.P. García | México J. Musi - F. Iniestra         | Francia I. Arrosagaray - J. Bonnet |
| Pala corta      | España D. Garcia - R. Garrido       | Francia F. Prat - O. Galanena        | Cuba I. González - R. González     |

Frontón 30 metros, tres títulos:
| Especialidad          | Oro                                         | Plata                        | Bronce                               |
| Frontenis (masculino) | España Velasco - Fite - Roig - Font de Mora | Cuba Anduiza - Pérez         | México Edgar Salazar - Jaime Salazar |
| Frontenis (femenino)  | México Miryam Muñoz - Rosa Mª Flores        | Francia Rollet - Sabalza     | España Martínez - Ortiz              |
| Paleta goma           | México Raúl Flores - José Luis Flores       | Argentina H. Fale - S. Supan | Chile J.P. Saez - J.A. Córdoba       |

Frontón 54 metros, un título:
| Especialidad | Oro                             | Plata                                | Bronce                             |
| Cesta punta  | España A. Compañón - Mugartegui | Francia P. Etchalus - J.P. Inchauspe | México A. López - Francisco Valdés |

Nota 1: Se señalan únicamente los nombres de los pelotaris que disputaron las finales.

## Medallero
|   | País      | Oro | Plata | Bronce | Total |
| - | --------- | --- | ----- | ------ | ----- |
| 1 | España    | 6   | 3     | 3      | 12    |
| 2 | Francia   | 3   | 6     | 3      | 12    |
| 3 | México    | 3   | 2     | 4      | 9     |
| 4 | Argentina | 2   | 2     | 1      | 5     |
| 5 | Cuba      | 0   | 1     | 1      | 2     |
| 6 | Chile     | 0   | 0     | 1      | 1     |
| 7 | Uruguay   | 0   | 0     | 1      | 1     |

Nota 1: Se contabilizan en primer lugar el total de las medallas de oro, luego las de plata y en último lugar las de bronce.